# Grand prix catholique de littérature
Der Grand prix catholique de littérature ist ein verlagsunabhängiger französischer katholischer Literaturpreis, der von der 1886 gegründeten Vereinigung der französischsprachigen katholischen Schriftsteller (Association des écrivains catholiques de langue française) verliehen wird.

## Geschichte
Die Preis wurde 1945 zunächst als Prix du Renouveau français von den Schriftstellern Jacques Maritain, Jacques Madaule und anderen gegründet. In der Regel findet im Frühjahr eine Preisverleihung statt; die Höhe des Preisgeldes ist variabel. Die vergebende Jury besteht aus Mitgliedern der Vereinigung der französischsprachigen katholischen Schriftsteller.

## Preisträger Prix du Renouveau français
- 1946: Claude Franchet für  Les Trois Demoiselles de Colas
- 1947: Elisabeth Barbier für Les Gens de Mogador
- 1948: Raïssa Maritain für Les Grandes Amitiés
- 1949: Henri Queffélec für Au bout du monde
- 1950: Pierre-Henri Simon für Les Raisins verts

## Preisträger Grand prix catholique de littérature
- 1951: Claude Longhy für La Mesure du monde
- 1952: Georges Bordonove für La Caste
- 1953: Gilbert Tournier für Rhône, dieu conquis
- 1954: Camille Bourniquel für Retour à Cirgue
- 1955: Paul-André Lesort für Le vent souffle où il veut
- 1956: Yvonne Chauffin für Les Rambourt; Louise Bugeaud für La Barre aux faucons
- 1957: Jean-Claude Renard für Père, voici que l'homme
- 1958: Franz Weyergans für Les Gens heureux
- 1959: Maurice Zermatten für sein Lebenswerk
- 1960: Jean Pélégri für Les Oliviers de la justice
- 1961: Lucien Guissard für Écrits en notre temps
- 1962: Victor-Henry Debidour für sein Lebenswerk; Claude Tresmontant für sein Lebenswerk
- 1963: Jean Montaurier für Comme à travers le feu
- 1964: Jean Sulivan für Mais il y a la mer; Henri Bars für La littérature et sa conscience
- 1965: Miklós Bátori für Le Vignoble des saints
- 1966: Yves-Marie Rudel für sein Lebenswerk
- 1967: Renée Massip für Le Rire de Sara
- 1968: Henri de Lubac SJ, für Images de l'abbé Monchanin und für sein Lebenswerk
- 1969: André Frossard für Dieu existe, je l'ai rencontré
- 1970: Jean Rivière für La Vie simple
- 1971: Patrice de La Tour du Pin für Une Lutte pour la vie
- 1972: Michel Huriet für La Fiancée du roi
- 1973: Lucien Farago für Mademoiselle Marguerite
- 1974: François Varillon SJ, für L’Humilité de Dieu
- 1975: Valentin-Yves Mudimbe für Entre les eaux
- 1976: Jacques de Bourbon Busset für Au vent de la mémoire (Journal VI)
- 1977: Jean Delumeau für Le christianisme va-t-il mourir ?
- 1978: Maurice Schumann für Angoisse et Certitude
- 1979: Stanislas Fumet für Histoire de Dieu dans ma vie
- 1980: P. Jean-Robert Armogathe für Paul, ou l’impossible unité
- 1981: Jean Mialet für Le Déporté (la haine et le pardon)
- 1982: Jean Séverin für Une vie peuplée d'enfants
- 1983: Bernard Bro OP, für sein Lebenswerk
- 1984: Pierre Pierrard für L'Église et les ouvriers
- 1985: Christian Chabanis für Dieu existe-t-il ? oui
- 1986: Jeanne Bourin für Le Grand Feu
- 1987: Jean Daujat für sein Lebenswerk
- 1988: Jean Charbonnel für Edmond Michelet
- 1989: Jacques Loew OP, für sein Lebenswerk
- 1990: Monique Piettre
- 1991: Jacques Sommet SJ, für Passion des hommes et pardon de Dieu
- 1992: Pierre de Calan für On retrouve Dieu partout
- 1993: Christian Bobin für Le Très-Bas
- 1994: Olivier Germain-Thomas für Bouddha, terre ouverte
- 1995: Xavier Emmanuelli für Dernier avis avant la fin du monde
- 1996: Jean-Luc Barré für Algérie, l'espoir fraternel
- 2000: Bertrand de Margerie SJ, für Le Mystère des indulgences
- 2001: Anne Bernet für Histoire générale de la chouannerie
- 2002: Mansour Labaky für Kfar Sama ou les enfants de l'aurore
- 2003: André Courtaigne für La Mère du printemps; Bernard Quilliet für La Tradition humaniste
- 2004: Jean Sévillia für Historiquement correct: Pour en finir avec le passé unique; Yves Viollier für L’Orgueil de la tribu
- 2005: Jean Dutourd für Journal intime d'un mort
- 2006: Fabrice Hadjadj für Réussir sa mort. Anti-méthode pour vivre
- 2007: Charles Le Quintrec für sein Lebenswerk; Lobende Erwähnung von P. Servais Pinckaers für Plaidoyer pour la vertu; Lobende Erwähnung für Dorian Malovic für Le Pape jaune
- 2008: Philippe Sellier für La Bible expliquée à ceux qui ne l’ont pas encore lue
- 2009: Claude-Henri Rocquet für Goya; Dominique Ponnau für sein Lebenswerk
- 2010: Claire Daudin für Le Sourire
- 2011: Alain Besançon für Cinq personnages en quête d'amour; Lobende Erwähnung für Christophe Carichon für Agnès de Nanteuil 1922-1944 une vie offerte; Lobende Erwähnung für Nadine Cretin für Histoire du Père Noël[2].
- 2012: Eugène Green für La Communauté universelle; Lobende Erwähnung für Anne-Dauphine Julliand für Deux petits pas sur le sable mouillé; Lobende Erwähnung für Alain Galliari für Franz Liszt et l'espérance du bon larron.
- 2013: Didier Rance für John Bradburne, le vagabond de Dieu; Lobende Erwähnung für Jean-Paul Mongin für Denys l'Aréopagite et le nom de Dieu[3].
- 2014: François Taillandier für L'Écriture du monde; Lobende Erwähnung für Véronique Dufief für La Souffrance désarmée ; Lobende Erwähnung für P. Michaël Brétéché für L'Enfance retrouvée.
- 2015: Isabelle Laurent für Les Deux Couronnes; Lobende Erwähnung für Denis Moreau für Pour la vie; Lobende Erwähnung für Christophe Ferré für Vierge d'amour.
- 2016: Marie-Joëlle Guillaume für Vincent de Paul; Lobende Erwähnung für Jehanne Nguyen für Violette; Lobende Erwähnung für Patrice de Plunkett für La Révolution du pape François.[4]
- 2017: François Cassingena-Trévedy für Cantique de l'infinistère.; Lobende Erwähnung für Christiane Rancé für En pleine lumière.
- 2018: Réginald Gaillard für La partition intérieure[5]
- 2019: Patrick de Gmeline für François de Sales, le gentilhomme de Dieu[6]; Lobende Erwähnung von Pierre-Yves Le Priol für La Foi de mes pères; Lobende Erwähnung für François Dubreil für La Couronne
- 2020: Michel Bernard für Le bon sens
- 2021: Xavier Patier für Demain la France
- 2022: Claude Pérez für Paul Claudel. "Je suis le contradictoire". Biographie